# Ajub Chan
Ajub Chan (znany również jako zwycięzca z Maiwand lub afgański książę  Charlie)  (ur. 1857 r. w Kabulu, zm. 7 kwietnia 1914 r. w Lahaur) – były gubernator Heratu. Jego ojcem był Szer Ali Chan, a matką – córka Saadata Chana, wpływowego wodza plemienia Lalpura (Mohmand z Pasztunów).

## Życiorys
27 lipca 1880 r. rozgromił siły generała Burrowsa pod Maiwand i kontynuował oblężenie Brytyjczyków pod Kandaharem. 1 września 1880 został pokonany i zmuszony do ucieczki przez generała Fredericka Robertsa w bitwie pod Kandaharem, która zakończyła drugą wojnę afgańską. Rok później Ajub ponownie próbował odbić Kandahar, tym razem z rąk emira Abdura Rahmana Chana, ale znowu bez powodzenia. W 1888 Ajub Chan opuścił Persję (dzisiejszy Iran), dokąd wcześniej uciekł i "przeszedł na emeryturę" w Indiach Brytyjskich, pozostając tam aż do śmierci w 1914. Jego ciało zostało złożone obok relikwiarza Szejka Habiba na cmentarzu Durrani w Peszawarze.